# Школа українознавства імені Тараса Шевченка (Вашингтон)
Школа українознавства імені Тараса Шевченка (Вашингтон) — українська суботня школа в столиці США Вашингтоні в місцях компактного проживання українців-мігрантів до США.

## Історія школи
Школа заснована в 1963 році, в місцях компактного проживання українців–мігрантів до США .
У школі начаються діти з міста Вашингтона. За час свого існування основою метою роботи школи є навчити молодих людей українського походження українській культурі та мові, щоб вони залишалися членами світової української спільноти.

## Фінансування
Основним джерелом фінансування є оплата за навчання.

## Офіційна адреса школи-ліцею
Taras Shevchenko School of Ukrainian Studies  
Westland Middle School  
5511 Massachusetts Avenue, Bethesda, MD 20816-1932